# Ceutorhynchus granulicollis
Ceutorhynchus granulicollis är en skalbaggsart som beskrevs av Thomson 1865. Ceutorhynchus granulicollis ingår i släktet Ceutorhynchus, och familjen vivlar. Enligt den svenska rödlistan är arten akut hotad i Sverige. Arten förekommer i Götaland. Arten har tidigare förekommit på Gotland, Öland och Svealand men är numera lokalt utdöd. Artens livsmiljö är jordbrukslandskap, stadsmiljö.